# راينر كلاوسمان
راينر كلاوسمان (و. 1949  م) هو مصور سينمائي، وكاتب سيناريو، ومخرج أفلام  سويسري، ولد في ويتينغين.

## جوائز
حصل على جوائز منها:
جائزة الفيلم الألماني ‏.

## وصلات خارجية
- راينر كلاوسمان في قاعدة بيانات الأفلام على الإنترنت.
- راينر كلاوسمان  على موقع أول موفي.